# Veľké Borové
Veľké Borové é um município da Eslováquia, situado no distrito de Liptovský Mikuláš, na região de Žilina. Tem 10,99 km² de área e sua população em 2018 foi estimada em 46 habitantes.

## Demografia
| Ano:        | 1994 | 2004    | 2014    | 2024 |
| ----------- | ---- | ------- | ------- | ---- |
| Broj ljudi: | 105  | 86      | 56      | 42   |
| Razlika:    |      | -18,09% | -34,88% | -25% |

| Ano:               | 2023 | 2024   |
| ------------------ | ---- | ------ |
| Número de pessoas: | 45   | 42     |
| Diferença:         |      | -6,66% |